# Пісенний конкурс Тюркбачення
Пісенний конкурс Тюркбачення (тур. Türkvizyon Şarkı Yarışması) ― щорічний пісенний конкурс, створений TÜRKSOY у співпраці з турецьким музичним каналом TMB TV на основі фомату Євробачення. Перше Тюрбачення відбулося в Ескішехірі, Туреччина, у грудні 2013 року. Участь у конкурсі мають право країни та регіони, які є тюркомовними або мають тюркське походження, а також будь-які інші країни, представник яких буде тюрком за національністю.

Країни-учасниці з 2013 року:
Брали участь хоча б один раз
Брали участь у складі іншої країни
Не брали участь у конкурсі, хоча мають на це право
Підтвердили участь, але пізніше відмовилися

## Формат
Грунтуючись на форматі, подібному Пісенному конкурсу Євробачення, Тюркбачення зосереджується насамперед на учасниках тюркських країн та регіонів. Член журі присуджує від 1 до 10 балів кожній пісні, окрім власного представника. Зазвичай конкурс складається з півфіналу, з якого від 12 до 15 країн потрапиляють у фінал, де журі визначають переможця. У TÜRKSOY заявили, що телеголосування буде впроваджено в майбутньому. Проведення конкурсу Тюркбачення проходить у країні чи регіоні, де також розміщується Турецька культурна столиця.

## Учасники
| Рік  | Місце провення | Кількість країн | Дебют | Відмова | Повернення                                                    |
| ---- | -------------- | --------------- | --- | --- | ------------------------------------------------------------- |
| 2013 | Ескішехірі     | 24              | Азербайджан, Алтай, Башкортостан, Білорусь, Боснія і Герцеговина, Гагаузія, Грузія, Ірак, Кабардино-Балкарія і Карачаєво-Черкесія, Казахстан, Кемерово, Киргизстан, Косово, Крим, Північна Македонія, Північний Кіпр, Румунія, Саха (Якутія), Татарстан, Тува, Туреччина, Узбекистан, Україна, Хакасія | ― | ―                                                             |
| 2014 | Казань         | 25              | Албанія, Болгарія, Іран, Москва, Німеччина, Туркменістан | Алтай, Білорусь, Кемерово, Косово, Північний Кіпр                                                                          | ―                                                             |
| 2015 | Стамбул        | 21              | Санджак, Сирія | Башкортостан, Кабардино-Балкарія і Карачаєво-Черкесія, Крим, Москва, Саха (Якутія), Татарстан, Туркменістан, Тува, Хакасія | Білорусь, Косово, Північний Кіпр                              |
| 2020 | Стамбул        | 26              | Казахські уйгури, Молдова, Ногайці, Польща, Туркомани, Тюмень | Болгарія, Грузія, Ірак, Косово, Сирія, Узбекистан                                                                          | Башкортостан, Москва, Саха (Якутія), Татарстан, Тува, Хакасія |

## Хронологія участі країн у конкурсі

### Переможці
| Дата | Дата         | Переможець  | Виконавець        | Пісня                          | Бали | Друге місце | Різниця балів |
| ---- | ------------ | ----------- | ----------------- | ------------------------------ | ---- | ----------- | ------------- |
| 2013 | 21 грудня    | Азербайджан | Фарід Гасанов     | «Yaşa» (Закон)                 | 210  | Білорусь    | 5             |
| 2014 | 21 листопада | Казахстан   | Жанар Дугалова    | «Ізін көрем» (Я бачу сліди)    | 225  | Татарстан   | 24            |
| 2015 | 19 грудня    | Киргизстан  | Джийдеш Ідрісова  | «Ким билет» (Хто знає?)        | 194  | Казахстан   | 9             |
| 2020 | 20 грудня    | Україна     | Наталія Папазоглу | «Tikenli yol» (Тернистий шлях) | 226  | Саха        | 22            |

### Рейтинг країн
| Країна / Регіон      | 1 | 2 | 3 | 4 | 5 | Всього |
| -------------------- | - | - | - | - | - | ------ |
| Казахстан            | 1 | 1 | ― | ― | ― | 2      |
| Україна              | 1 | ― | 1 | ― | ― | 2      |
| Киргизстан           | 1 | ― | ― | 1 | ― | 2      |
| Азербайджан          | 1 | ― | ― | ― | 1 | 2      |
| Татарстан            | ― | 1 | ― | 1 | ― | 2      |
| Білорусь             | ― | 1 | ― | ― | ― | 1      |
| Саха                 | ― | 1 | ― | ― | ― | 1      |
| Башкортостан         | ― | ― | 1 | ― | ― | 1      |
| Боснія і Герцеговина | ― | ― | 1 | ― | ― | 1      |
| Туреччина            | ― | ― | 1 | ― | ― | 1      |
| Алтай                | ― | ― | ― | 1 | ― | 1      |
| Північна Македонія   | ― | ― | ― | 1 | ― | 1      |
| Тюмень               | ― | ― | ― | 1 | ― | 1      |
| Сирія                | ― | ― | ― | ― | 1 | 1      |
| Туркменістан         | ― | ― | ― | ― | 1 | 1      |